# Le Limier (film, 1972)
Pour les articles homonymes, voir Limier et Sleuth.
Pour plus de détails, voir Fiche technique et Distribution.
Le Limier (Sleuth) est un film britannique réalisé par Joseph L. Mankiewicz adapté de la pièce Sleuth d'Anthony Shaffer (aussi scénariste du film), sorti en 1972.

## Synopsis
Andrew Wyke, auteur de romans policiers, invite dans sa demeure remplie d'automates mécaniques le coiffeur Milo Tindle qu'il sait être l'amant de sa femme Marguerite. Connaissant le train de vie que souhaite sa femme, et désirant divorcer d'elle sans la voir revenir, il propose à Milo de réaliser une arnaque à l'assurance pour qu'il dispose de fonds suffisants afin que Marguerite vive confortablement et, surtout, reste avec lui. Andrew propose à Milo de simuler un cambriolage chez lui : Milo repart avec des bijoux, lui touche l'argent de l'assurance. Milo accepte, mais lorsqu'ils en arrivent à simuler une bagarre pour rendre le cambriolage plausible aux yeux de la police, Andrew annonce à Milo qu'il va le tuer. Milo, ridicule et pathétique sous le déguisement de clown que Wyke lui avait fait enfiler pour qu'on ne puisse pas le reconnaître, supplie de le laisser repartir, mais lorsque Andrew fait feu à bout portant, il s'évanouit. C'est une balle à blanc qui est tirée, le but d'Andrew était d'humilier Milo.
Deux jours plus tard, l'inspecteur Doppler se présente au domicile d'Andrew : il enquête sur la disparition de Milo, et des indices l'ont mené jusqu'à Wyke. Ce dernier explique le jeu auquel il s'est livré en assurant que Milo est reparti vivant, mais l'inspecteur trouve du sang séché et des vêtements appartenant à Milo. De plus, un monticule de terre fraîchement retournée attire son attention. Perplexe, Andrew se met à prendre peur lorsque l'inspecteur lui annonce qu'un car de police l'attend non loin. Il tente de s'échapper, mais l'inspecteur l'immobilise, puis retire son déguisement : la balle tirée il y a deux jours était à blanc, Milo s'était juste évanoui après que Wyke avait voulu lui faire peur et l'humilier. Milo, pour se venger, est revenu en se faisant passer pour un inspecteur de police.
Mais Milo continue sa vengeance : il annonce avoir tué la maîtresse d'Andrew, puis disposé des preuves accablant ce dernier dans la demeure. Il explique, enfin, qu'il a averti la police et qu'elle devrait arriver un quart d'heure plus tard. Andrew est pris de panique à nouveau, mais aidé par des indices donnés par Milo, il détruit les quatre preuves avant que la police n'arrive. Milo finit alors par révéler que c'est encore un jeu. Il monte alors chercher le manteau de Marguerite, et lorsqu'il est sur le point de sortir de la demeure, Andrew humilié et fou de douleur et de rage le menace avec un revolver, cette fois chargé de balles réelles. Milo explique alors qu'il a mis au courant la police un peu plus tôt et que s'il était tué, il serait impossible de maquiller son meurtre en accident. Andrew ne le croit pas et lui tire dessus. Quelques secondes plus tard, une voiture munie d'un gyrophare vient se garer devant la maison.

## Fiche technique
- Titre : Le Limier
- Titre original : Sleuth
- Réalisation : Joseph L. Mankiewicz
- Scénario : Anthony Shaffer, d'après sa pièce
- Photographie : Oswald Morris
- Décors : Ken Adam
- Musique : John Addison (air célèbre : You Do Something to Me de Cole Porter)
- Montage : Richard Marden
- Maquillage : Tom Smith
- Production : Morton Gottlieb
- Société de distribution : 20th Century Fox
- Pays de production :  Royaume-Uni
- Langue : anglais
- Genre : comédie dramatique, thriller
- Durée : 138 minutes (2 h 18)
- Dates de sortie :
  - États-Unis : 10 décembre 1972
  - France : 18 avril 1973

## Distribution
- Laurence Olivier (VF : Philippe Dumat)  : Andrew Wyke
- Michael Caine (VF : Dominique Paturel) : Milo Tindle

## Production
Joseph Mankiewicz découvre initialement la pièce Sleuth d'Anthony Shaffer à l'été 1970 en assistant à une représentation en compagnie de son épouse. Peu après, il est approché par la société de production Palomar, qui lui propose de porter la pièce à l'écran pour une rémunération de 200 000 dollars, auxquels s'ajouteront 15 % des bénéfices nets à venir. Le réalisateur accepte l'offre et commence à travailler sur l'adaptation du texte au printemps 1971 en compagnie d'Anthony Shaffer. La collaboration entre les deux hommes se déroule de manière harmonieuse, même si surgissent quelques tensions avant le tournage. Mankiewicz fait des ajouts scénaristiques enrichissant la dimension sociale de la pièce. Il a aussi l'idée du labyrinthe où se rencontrent les deux protagonistes.
Le réalisateur recherche en parallèle les deux acteurs qui se donneront la réplique. Laurence Olivier est approché par l'équipe de production dès le mois de juin 1971 pour jouer le rôle d'Andrew Wyke. L'acteur, qui n'a plus tenu de premier rôle au cinéma depuis longtemps, accepte rapidement. Mankiewicz met plus de temps à jeter son dévolu sur Michael Caine pour jouer Milo Tindle, le rôle étant initialement proposé à Albert Finney, Alan Bates, puis Peter O'Toole, qui ne donnent pas suite ou déclinent la proposition. Laurence Olivier et Michael Caine, qui n'ont jamais joué ensemble, se rencontrent aux studios de Pinewood le 12 avril 1972 à l'occasion d'une première répétition.
Le tournage se révèle particulièrement difficile. Au cours des premières semaines, Laurence Olivier, malgré ses qualités d'acteur chevronné, peine à se souvenir de ses répliques. Ses pertes de mémoire se révéleront liées à la prise de médicaments, l'acteur venant d'apprendre son éviction à la tête du National Theatre, qu'il avait édifié et qu'il dirigeait. Le tournage est aussi marqué par les problèmes de santé qui affectent Joseph Mankiewicz. Celui-ci souffre d'importantes douleurs dorsales qui le fatiguent grandement. Le réalisateur est également victime d'une hémorragie interne à la suite d'un accident survenu sur le plateau en chutant sur la dolly supportant la caméra, ce qui l'oblige à poursuivre momentanément son activité en fauteuil roulant. Le tournage, débuté le 24 avril 1972, se termine, pour les acteurs, le 31 juillet 1972. Le montage se fait très rapidement pour s'achever le 18 août suivant.
Le générique du film comporte six noms afin de perdre les spectateurs, mais Laurence Olivier et Michael Caine sont bien les deux seuls acteurs qui apparaissent à l'écran. Les autres comédiens tels qu'ils sont crédités dans le générique du film, à savoir Alec Cawthorne (l'inspecteur Doppler), John Matthew (le sergent Tarrant), Teddy Martin (l'agent Higgs) et Eve Channing (Marguerite Wyke), sont tous fictifs. Le nom d'Eve Channing est une référence directe à un autre film de Mankiewicz, Ève, dans lequel le personnage d'Eve Harrington se met au service de celui de Margo Channing. Le personnage de l'inspecteur Doppler, crédité comme étant joué par Alec Cawthorne, est en fait Milo Tindle déguisé en inspecteur joué par Michael Caine lui-même.
Le Limier constitue le dernier film de Mankiewicz. Celui-ci déclara, après avoir achevé Cléopâtre dans un état d'épuisement physique et moral, qu'il souhaitait tourner un film avec seulement deux acteurs dans une cabine téléphonique. Bien qu'il ait réalisé deux autres films (Guêpier pour trois abeilles et Le Reptile) entre les deux, Le Limier semble répondre à cette boutade. Le film fit également la fierté ironique de son réalisateur comme étant le seul film de l'histoire du cinéma dont la totalité de la distribution a été citée à l'Oscar.

## Prix
- Prix Edgar-Allan-Poe du meilleur scénario

## Éditions vidéo
- Le Limier VHS 1989 Delta Vidéo n°160 205.
- Le Limier VHS 1999 édition TF1 Vidéo.
- Sleuth (bonus documentaire A Sleuthian journey with Anthony Jaffer) DVD zone 1, 2002 édition Anchor Bay Ente.
- Le Limier (Sleuth) blu-ray, 2023, édition Colored films avec la participation d'E.S.C. distribution

## Remake
En 2007, Kenneth Branagh a réalisé un remake au titre similaire, mais au contenu fort éloigné du scénario original d’Anthony Shaffer : Le Limier, dans lequel Michael Caine reprend le rôle de Laurence Olivier, le sien étant interprété par Jude Law.

## Autour du film
- Ce film est la base d'un des premiers romans de Tanguy Viel, Cinéma, dont le narrateur est obsédé par ce film et organise sa vie uniquement autour de lui.
- Mina Tindle (autrice-compositrice-interprète française) : son pseudo est  inspiré par le personnage de Milo Tindle, joué par Michael Caine dans le film[5].